# Gerezanka
Gerezanka (Piliocolobus) – rodzaj ssaków naczelnych z podrodziny gerez (Colobinae) w obrębie rodziny koczkodanowatych (Cercopithecidae).

## Występowanie
Rodzaj obejmuje gatunki występujące w Afryce.

## Morfologia
Długość ciała (bez ogona) 42–68 cm, długość ogona 42–77 cm; masa ciała 5,5–13 kg.

## Systematyka
Rodzaj zdefiniował w 1877 roku francuski botanik i zoolog Alphonse Trémeau de Rochebrune w książce swojego autorstwa poświęconej faunie Senegambii. Rochebrune wymienił kilka gatunków – Simia ferruginea G.K. Shaw, 1800 (= Simia Cercopithecus badius Kerr, 1792), Piliocolobus bouvieri Rochebrune, 1887, Colobus tholloni Milne-Edwards, 1886, Colobus kirkii J.E. Gray, 1868 – z których gatunkiem typowym jest Simia Cercopithecus badius Kerr, 1792.

### Etymologia
- Piliocolobus: gr. πιλίον pilion ‘w czapce’, od zdrobnienia πιλος pilos ‘czapka’; Colobus Illiger, 1811 (gereza)[8].
- Tropicolobus: gr. τροπις tropis ‘kil statku’; rodzaj Colobus Illiger, 1811 (gereza)[9]. Gatunek typowy (oznaczenie monotypowe): Colobus rufomitratus Peters, 1879.

### Podział systematyczny
Do rodzaju należą następujące gatunki:
| Grafika | Gatunek                   | Autor i rok opisu             | Nazwa zwyczajowa             | Podgatunki         | Rozmieszczenie geograficzne | Podstawowe wymiary                              | Status IUCN |
| ------- | ------------------------- | ----------------------------- | ---------------------------- | ------------------ | --- | ----------------------------------------------- | ----------- |
|         | Piliocolobus badius       | (Kerr, 1792)                  | gerezanka ruda               | 2 podgatunki       | południowo-zachodni Senegal, Gambia, Gwinea Bissau, północno-zachodnia i południowa Gwinea, Sierra Leone, Liberia i zachodnie Wybrzeże Kości Słoniowej (na wschód do rzek Nzi i Bandama)                                                                          | DC: 43–63 cm DO: 63–77 cm MC: 6–12,5 kg         | EN          |
|         | Piliocolobus waldronae    | (Hayman, 1936)                | gerezanka samotna            | gatunek monotypowy | południowo-wschodnie Wybrzeże Kości Słoniowej; być może Ghana | DC: 45–67 cm DO: 52–68 cm MC: 5,5–6,3 kg        | CR          |
|         | Piliocolobus kirkii       | (J.E. Gray, 1868)             | gerezanka trójbarwna         | gatunek monotypowy | Tanzania (wyspy Zanzibar (głównie w południowo-wschodniej części), Muyuni i Uzi); introdukowany na pobliskiej wyspie Pemba | DC: 45–50 cm DO: 42–50 cm MC: 7–9 kg            | EN          |
|         | Piliocolobus gordonorum   | (Matschie, 1900)              | gerezanka udzungwańska       | gatunek monotypowy | Tanzania (znany tylko z kilku obszarów leśnych w górach Udzungwa) | DC: 60–66 cm DO: 64–69 cm MC: brak danych       | VU          |
|         | Piliocolobus pennantii    | (Waterhouse, 1838)            | gerezanka równikowa          | gatunek monotypowy | Gwinea Równikowa (wyspa Bioko, obecnie ograniczony głównie do południowo-zachodniej części) | DC: 62–64 cm DO: 60–66 cm MC: 5,8–9 kg          | CR          |
|         | Piliocolobus bouvieri     | Rochebrune, 1887              | gerezanka kongijska          | gatunek monotypowy | Kongo (prawy brzeg rzeki Kongo (od ujścia rzeki Likouala aux Herbes do dolnego biegu rzeki Alima); niepotwierdzony w rezerwacie Lefini) | DC: około 58 cm DO: około 76 cm MC: brak danych | EN          |
|         | Piliocolobus epieni       | (Grubb & Powell, 1999)        | gerezanka nigeryjska         | gatunek monotypowy | Nigeria (ograniczony do zachodniej Delty Nigru (pomiędzy potokiem Forcados-Nikrogha a potokiem Sag-bama-Osiama-Agboi)) | brak danych                                     | CR          |
|         | Piliocolobus preussi      | Matschie, 1900                | gerezanka kameruńska         | gatunek monotypowy | południowo-wschodnia Nigeria (Park Narodowy Cross River) oraz zachodni Kamerun (Park Narodowy Korup, Yabassi, lasy Ebo i Makombe) | DC: 56–63 cm DO: 75–76 cm MC: brak danych       | CR          |
|         | Piliocolobus rufomitratus | (W. Peters, 1879)             | gerezanka kenijska           | gatunek monotypowy | Kenia (ograniczony do wąskiego pasma lasu wzdłuż dolnego biegu rzeki Tana (głównie od Garsen na północ, niemal do Wenje) i delty rzeki Tana) | DC: około 50 cm DO: około 65 cm MC: około 9 kg  | CR          |
|         | Piliocolobus semlikiensis | (Colyn, 1991)                 |                              | gatunek monotypowy | Demokratyczna Republika Konga (bardzo mały obszar pomiędzy środkową częścią doliny rzeki Semliki a górami Ruwenzori na wschodzie) | brak danych                                     | VU          |
|         | Piliocolobus foai         | (de Pousargues, 1899)         | gerezanka środkowoafrykańska | gatunek monotypowy | Demokratyczna Republika Konga | DC: 50–69 cm DO: 62–67 cm MC: 7–13 kg           | EN          |
|         | Piliocolobus langi        | (J.A. Allen, 1925)            |                              | gatunek monotypowy | Demokratyczna Republika Konga (ograniczony do „cul-de-sac” pomiędzy rzekami Lualaba i Aruwimi-Ituri) | DC: 48–50 cm DO: 44–66 cm MC: 7,7–9 kg          | EN          |
|         | Piliocolobus oustaleti    | (Trouessart, 1906)            |                              | gatunek monotypowy | północno-wschodnie Kongo (na wschód od rzeki Sangha), południowa Republika Środkowoafrykańska, północna Demokratyczna Republika Konga (na północ od rzeki Kongo, na północ od rzeki Uele, na wschód do Jeziora Alberta) oraz skrajnie południowy Sudan Południowy | DC: 46–68 cm DO: 55–73 cm MC: 8,2–12,5 kg       | VU          |
|         | Piliocolobus parmentieri  | (Colyn & W.N. Verheyen, 1987) |                              | gatunek monotypowy | Demokratyczna Republika Konga (pomiędzy rzekami Lomami a Lualaba, na południe do około rzeki Ruiki i rzeki Lutanga) | DC: brak danych DO: brak danych MC: 7,5–9,2 kg  | EN          |
|         | Piliocolobus tephrosceles | (D.G. Elliot, 1907)           | gerezanka ugandyjska         | gatunek monotypowy | wschodnia granica zachodniej części Wielkich Rowów Afrykańskich w południowo-zachodniej Ugandzie (Kibale) i zachodniej Tanzanii (Biharamulo, Gombe, góry Mahale i jezioro Rukwa); być może wschodnia Demokratyczna Republika Konga, Rwanda i Burundi              | DC: 45–67 cm DO: 65–72 cm MC: 8–11,4 kg         | EN          |
|         | Piliocolobus tholloni     | (Milne-Edwards, 1886)         | gerezanka zwinna             | gatunek monotypowy | Demokratyczna Republika Konga (na wschód i południe od wielkiego zakola rzeki Kongo, na wschód do rzeki Lomami, na południe do rzeki Kasai i rzeki Sankuru) | DC: 58–64 cm DO: 41–69 cm MC: brak danych       | VU          |

Kategorie IUCN:  VU  – gatunek narażony,  EN  – gatunek zagrożony,  CR  – gatunek krytycznie zagrożony.